# 石琮
石 琮（せき そう、生没年不詳）は、五胡十六国時代前燕の人物。本貫は楽陵郡厭次県。西晋の昌安県侯石鑒の孫。

## 生涯
元々は永嘉の乱を避け、遼東に割拠する東夷校尉崔毖に帰順していた。大興2年（319年）12月、崔毖が慕容部の大人慕容廆に敗れると捕らえられ、崔燾・高瞻・韓恒らと共に棘城へ送られた。慕容廆は石琮を客人として厚遇し、やがて石琮は柳城都尉に任じられた。
咸和9年（334年）2月、段部の大人段遼は弟の段蘭と慕容翰を柳城へ侵攻させた。石琮は城大である慕輿泥と共に決死の防戦を繰り広げ、段蘭らを退却させた。10日余りした後、段蘭と慕容翰が再び侵攻して柳城を包囲した。段蘭は雲梯を造って地下道を掘り、20日に渡って四方から昼夜問わず攻撃を掛けたが、石琮はひたすら城を堅守した。さらに、機を見て石琮は将士を率いて出撃し、敵軍を奇襲した。これにより首級千五百を挙げ、段蘭を退却させた。
咸康3年（337年）9月、慕容皝が燕王を称すると、石琮は列卿将帥となり、常伯に任じられた。